# Горня Велика (Соколоваць)
Горня Велика (хорв. Gornja Velika) — населений пункт у Хорватії, у Копривницько-Крижевецькій жупанії у складі громади Соколоваць.

## Населення
Населення за даними перепису 2011 року становило 95 осіб.
Динаміка чисельності населення поселення: